# Бюлаг (Мічиган)
Бюлаг (англ. Beulah) — селище (англ. village) в США, в окрузі Бензі штату Мічиган. Населення — 313 особи (2020).

## Географія
Бюлаг розташований за координатами 44°37′47″ пн. ш. 86°5′45″ зх. д. / 44.62972° пн. ш. 86.09583° зх. д. (44.629770, -86.095819).  За даними Бюро перепису населення США в 2010 році селище мало площу 1,12 км², з яких 1,12 км² — суходіл та 0,00 км² — водойми.

## Демографія
Згідно з переписом 2010 року, у селищі мешкали 342 особи в 161 домогосподарстві у складі 81 родини. Густота населення становила 305 осіб/км².  Було 375 помешкань (335/км²).
Расовий склад населення:
| - 98,0 % — білих - 0,3 % — корінних американців - 0,3 % — чорних або афроамериканців |

До двох чи більше рас належало 0,9 %. Частка іспаномовних становила 2,3 % від усіх жителів.
За віковим діапазоном населення розподілялося таким чином: 10,5 % — особи молодші 18 років, 64,9 % — особи у віці 18—64 років, 24,6 % — особи у віці 65 років та старші. Медіана віку мешканця становила 52,7 року. На 100 осіб жіночої статі у селищі припадало 106,0 чоловіків;  на 100 жінок у віці від 18 років та старших — 108,2 чоловіків також старших 18 років.
Середній дохід на одне домашнє господарство  становив 52 257 доларів США (медіана — 43 472), а середній дохід на одну сім'ю — 74 824 долари (медіана — 60 417). За межею бідності перебувало 4,2 % осіб, у тому числі 0,0 % дітей у віці до 18 років та 3,8 % осіб у віці 65 років та старших.
Цивільне працевлаштоване населення становило 66 осіб. Основні галузі зайнятості: освіта, охорона здоров'я та соціальна допомога — 22,7 %, мистецтво, розваги та відпочинок — 13,6 %, науковці, спеціалісти, менеджери — 12,1 %.